# Single numer jeden w roku 2000 (Japonia)
Notowanie Weekly Singles Chart (jap. 週間シングルチャート Shūkan Shinguru Chāto) przedstawia najlepiej sprzedające się single w Japonii. Publikowane jest ono przez magazyn Oricon Style, a dane kompletowane są przez Oricon w oparciu o cotygodniowe wyniki sprzedaży fizycznej singli. Poniżej znajdują się tabele prezentujące najpopularniejsze single w danych tygodniach w roku 2000.

## Oricon Weekly Singles Chart
| Data            | Utwór | Wykonawca              | Źródło |
| --------------- | --- | ---------------------- | ------ |
| 3 stycznia      | „Next 100 Years” | J-FRIENDS              | [ 1 ]  |
| 10 stycznia     | wstrzymanie publikacji                                                                                               | wstrzymanie publikacji | [ 1 ]  |
| 17 stycznia     | „HAPPINESS -WINTER MIX-”                                                                                             | Glay                   | [ 1 ]  |
| 24 stycznia     | „Kuchibue” (jap. 口笛)                                                                                               | Mr. Children           | [ 1 ]  |
| 31 stycznia     | „NEO UNIVERSE/finale”                                                                                                | L’Arc-en-Ciel          | [ 1 ]  |
| 7 lutego        | „TSUNAMI” | Southern All Stars     | [ 1 ]  |
| 14 lutego       | „TSUNAMI” | Southern All Stars     | [ 1 ]  |
| 21 lutego       | „Kon’ya tsuki no mieru oka ni” (jap. 今夜月の見える丘に)                                                             | B’z                    | [ 1 ]  |
| 28 lutego       | „TSUNAMI” | Southern All Stars     | [ 1 ]  |
| 6 marca         | „TSUNAMI” | Southern All Stars     | [ 1 ]  |
| 13 marca        | „TSUNAMI” | Southern All Stars     | [ 1 ]  |
| 20 marca        | „Suki ni natte ku aishite ku/KinKi no yaruki manman Song” (jap. 好きになってく 愛してく/KinKiのやる気まんまんソング) | KinKi Kids             | [ 1 ]  |
| 27 marca        | „Stay by my side” | Mai Kuraki             | [ 1 ]  |
| 3 kwietnia      | „Stay by my side” | Mai Kuraki             | [ 1 ]  |
| 10 kwietnia     | „gravity” | Luna Sea               | [ 1 ]  |
| 17 kwietnia     | „SUNRISE Nippon/HORIZON” (jap. SUNRISE日本/HORIZON)                                                                  | Arashi                 | [ 1 ]  |
| 24 kwietnia     | „THANK YOU 4 EVERY DAY EVERY BODY”                                                                                   | Ami Suzuki             | [ 1 ]  |
| 1 maja          | „Wait & See ~Risk~” (jap. 今夜月の見える丘に)                                                                        | Hikaru Utada           | [ 1 ]  |
| 8 maja          | „Sakura zaka” (jap. 桜坂)                                                                                            | Masaharu Fukuyama      | [ 1 ]  |
| 15 maja         | „Sakura zaka” (jap. 桜坂)                                                                                            | Masaharu Fukuyama      | [ 1 ]  |
| 22 maja         | „Sakura zaka” (jap. 桜坂)                                                                                            | Masaharu Fukuyama      | [ 1 ]  |
| 29 maja         | „Happy Summer Wedding” (jap. ハッピーサマーウェディング)                                                             | Morning Musume.        | [ 1 ]  |
| 5 czerwca       | „May” (jap. 桜坂) | B’z                    | [ 1 ]  |
| 12 czerwca      | „Aa, seishun no hibi” (jap. 嗚呼、青春の日々)                                                                        | Yuzu                   | [ 1 ]  |
| 19 czerwca      | „SEASONS” | Ayumi Hamasaki         | [ 1 ]  |
| 26 czerwca      | „SEASONS” | Ayumi Hamasaki         | [ 1 ]  |
| 3 lipca         | „Natsu no ōsama/Mō kimi igai aisenai” (jap. 夏の王様/もう君以外愛せない)                                             | KinKi Kids             | [ 1 ]  |
| 10 lipca        | „For You/Time Limit” (jap. For You/タイム・リミット)                                                                 | Hikaru Utada           | [ 1 ]  |
| 17 lipca        | „For You/Time Limit” (jap. For You/タイム・リミット)                                                                 | Hikaru Utada           | [ 1 ]  |
| 24 lipca        | „juice” | B’z                    | [ 1 ]  |
| 31 lipca        | „MERMAID” | Glay                   | [ 1 ]  |
| 7 sierpnia      | „Seishun jidai 1.2.3!/Baisekō daiseikō!” (jap. 青春時代1.2.3!/バイセコー大成功!)                                     | Petit Moni             | [ 1 ]  |
| 14 sierpnia     | „be alive” | Yuki Koyanagi          | [ 1 ]  |
| 21 sierpnia     | „Not Found” | Mr. Children           | [ 1 ]  |
| 28 sierpnia     | „Shingo mama no Oha Rock” (jap. 慎吾ママのおはロック)                                                                | Shingo Mama            | [ 1 ]  |
| 4 września      | „Tomadoi/SPECIAL THANKS” (jap. とまどい/SPECIAL THANKS)                                                              | Glay                   | [ 1 ]  |
| 11 września     | „Lion Heart” (jap. らいおんハート)                                                                                   | SMAP                   | [ 1 ]  |
| 18 września     | „I WISH” | Morning Musume.        | [ 1 ]  |
| 25 września     | „Lion Heart” | SMAP                   | [ 1 ]  |
| 2 października  | „Soudage” (jap. サウダージ)                                                                                          | Porno Graffitti        | [ 1 ]  |
| 9 października  | „SURREAL” | Ayumi Hamasaki         | [ 1 ]  |
| 16 października | „RING” | B’z                    | [ 1 ]  |
| 23 października | „HEY!” | Masaharu Fukuyama      | [ 1 ]  |
| 30 października | „Tobenai tori” (jap. 飛べない鳥)                                                                                     | Yuzu                   | [ 1 ]  |
| 6 listopada     | „Everything” | MISIA                  | [ 1 ]  |
| 13 listopada    | „Everything” | MISIA                  | [ 1 ]  |
| 20 listopada    | „Everything” | MISIA                  | [ 1 ]  |
| 27 listopada    | „Missing You” (jap. 桜坂)                                                                                            | Glay                   | [ 1 ]  |
| 4 grudnia       | „Everything” | MISIA                  | [ 1 ]  |
| 11 grudnia      | „I WILL GET THERE”                                                                                                   | J-FRIENDS              | [ 1 ]  |
| 18 grudnia      | „Saboten” (jap. サボテン)                                                                                            | Porno Graffitti        | [ 1 ]  |
| 25 grudnia      | „M” | Ayumi Hamasaki         | [ 1 ]  |